# كارياتي
كارياتي (بالإيطالية: Cariati)‏ هي بلدة وبلدية في مقاطعة كوزنسا في إقليم كالابريا في جنوب إيطاليا.

## السكان
في سنة 1861 بلغ عدد السكان 2٬246 نسمة، وتطور العدد ليصل في سنة 2011 لـ 8٬644 نسمة.
يظهر هذا المخطط البياني تطور النمو السكاني لـ كارياتي

## أعلام
- فيتوريو توستو
- فرانشيسكو كوتزا
- دومينيكو بيراردي
- ماركو روسو
- دومينيكو مايتا